# Little Bit of Heaven
A Little Bit of Heaven című dal Lisa Stansfield brit énekes-dalszerző 1993. november 29-én megjelent kislemeze a So Natural című harmadik stúdióalbumról. A dal második kislemezként jelent meg az Egyesült Királyságban, más európai országokban pedig 1994 márciusában került a boltokba. A dalt Stansfield és férje, Ian Devaney írta, és a produceri munkálatokat is ő végezte.
A dalhoz készült videót Marcus Raboy készítette. A CD Single tartalmazza a "Gonna Try It Anyway" című dalt, mely csak a So Natural japán kiadásán érhető el, valamint David Morales, Pete Heller, Terry Farley, a Roach Motel, Paul Weller, valamint Seamus által készített remixek is megtalálhatók az albumon. A dal a 32. helyezést érte el az Egyesült Királyságban.
1994-ben az Arista Records kiadott egy kizárólag Japánban értékesített CD Maxi kislemezt, melyen a Marvellous & Mine című dal, valamint a So Natural remixei is szerepelnek. A dal az albumon kívül megtalálható a 2003-ban megjelent Biography: The Greatest Hits című válogatás lemezen is, valamint a 2014-es "So Natural" 2CD+DVD deluxe változaton is, ahol a dal remixei is helyet kaptak. De megtalálható a The Collection 1989-2003-as válogatáson is.

## Kritikák
A dalt pozitívan értékelték a kritikusok. A Music & Media szerint milyenné változna az ég, miután meghallgatjuk ezt a táncolható dalt?! Lehet, hogy a 4 perces játékidő megváltoztatja a világot. Az AllMusic kritikusa, William Cooper szerint a dal unalmas, szinti-pop hangzású "visszaverődő" dal.

## Számlista
Európai 7" kislemez/ Japán CD single
1. "Little Bit of Heaven" (Radio Mix) – 4:16
2. "Gonna Try It Anyway" – 3:53

Európai CD single
1. "Little Bit of Heaven" (Radio Mix) – 4:16
2. "Gonna Try It Anyway" – 3:53
3. "Little Bit of Heaven" (Bad Yard Club 12" Mix) – 7:27
4. "Little Bit of Heaven" (Junior Vocal Mix) – 6:39

Európai 12" single
1. "Little Bit of Heaven" (Bad Yard Club 12" Mix) – 7:27
2. "Little Bit of Heaven" (Bad Yard Dub) – 5:44
3. "Little Bit of Heaven" (Radio Mix) – 4:16
4. "Little Bit of Heaven" (Junior Vocal Mix) – 6:39
5. "Little Bit of Heaven" (Roach Motel Dub) – 9:06
6. "Little Bit of Heaven" (Seventh Heaven Vocal Mix) – 6:21

## Slágerlista
| Slágerlista (1993–94)                 | Legjobb helyezések |
| ------------------------------------- | ------------------ |
| Australia (ARIA)                      | 153                |
| Europe (European Hot 100 Singles)     | 92                 |
| Germany (Official German Charts)      | 54                 |
| Iceland (Íslenski Listinn Topp 40)    | 26                 |
| Egyesült Királyság (UK Singles Chart) | 32                 |